# Die Bernauerin
Die Bernauerin è un melodramma in lingua bavarese (bairisches Stück) di Carl Orff, autore sia del libretto che della musica. 
L'opera narra le tappe più importanti degli ultimi anni nella vita della storica Agnes Bernauer. La prima rappresentazione si svolse l'8 giugno 1947 alla  Großen Haus (oggi Teatro dell'Opera) Württembergischen Staatstheater di Stoccarda.

## La musica
Orff condusse studi approfonditi al fine di portare nell'opera la lingua bavarese utilizzata nel XV secolo. Tuttavia questo ostacolò l'accesso all'opera al pubblico al di fuori della Germania meridionale ( la sola regione tedesca in cui si parla il bavarese).
Di grande forza drammatica, l'opera fa uso ingente di percussioni e ostinati ritmici che accompagnano i vari canti del coro, al cui si alternano scene la cui musica è solo sottofondo all'azione recitata.

## Adattamento del 1958
- 1958 - Con Maximilian Schell (Albrecht), Margot Trooger (Agnes), Adolf Ziegler (Caspar Bernauer), Ernst Ginsberg (monaco), Hans Baur, Rolf Castell, Hans Clarin, Willy Rösner, Ludwig Schmid-Wildy, Hans Stadtmüller ecc; Coro della Radio Bavarese (diretto da Kurt Prestel), Bavarian Radio Symphony Orchestra, direttore d'orchestra: Elenco Karl, Direzione Artistica: Walter Dörfler; Direttore: Gustav Rudolf Sellner. Produttore: Bayerisches Fernsehen

## Versione Radio del 1980
- 1980 - con Gerhard Lippert (Albrecht), Christine Ostermayer (Agnes), Michael Meier Schwarz, Michael Lerchenberg, Gustl Weishappel (3 giovani nobili), Rolf Castell (Badgast / cittadino), Hans Stadtmüller (Caspar Bernauer), Hans Baur (Cancelliere) Romuald pekny (frate), Max Seitz (Capitano / cittadino), Wolf Euba (Giudice), Gustl Bayrhammer, Fritz Strassner, Karl Obermayr, Ludwig Wühr, Toni Berger, Bernd Helfrich (i cittadini), Horst Laubenthal (musicista Welscher / Tenore solo), Lucia Popp (soprano solista), Carl Orff (Annunciatore), ecc; Bavarian Radio Chorus, Munich Radio Orchestra, Conductor: Kurt Eichhorn, Direttore: Wolf Euba. Produzione: Bayerischer Rundfunk. Orfeo C 255 912 H

| Controllo di autorità | GND (DE) 4435480-0 |